# Wolkenburg-Kaufungen
Wolkenburg-Kaufungen ist ein Ortsteil von Limbach-Oberfrohna im Landkreis Zwickau, Sachsen. Die Gemeinde Wolkenburg-Kaufungen wurde am 1. Januar 1994 durch Zusammenschluss der Gemeinden Wolkenburg/Mulde und Kaufungen gebildet. Am 1. Januar 2000 erfolgte die Eingemeindung in die Große Kreisstadt Limbach-Oberfrohna.

## Geografie

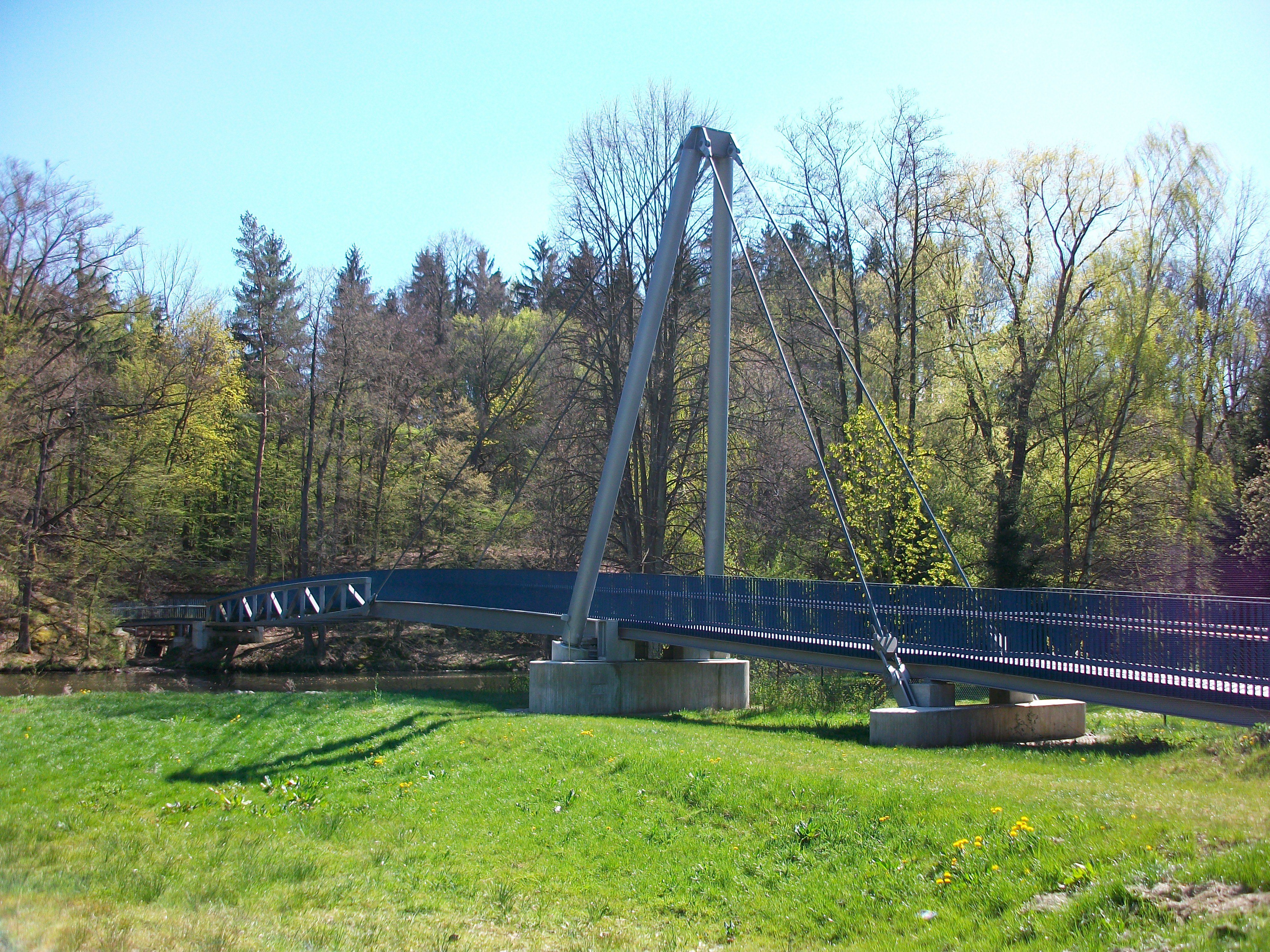
Hängebrücke über die Zwickauer Mulde in Wolkenburg

### Geografische Lage
Wolkenburg-Kaufungen ist der westlichste Ortsteil von Limbach-Oberfrohna. Er gliedert sich in die Ortslagen Wolkenburg/Mulde mit Neue Heimat, Dürrengerbisdorf, Herrnsdorf, Uhlsdorf mit Mühlwiese und Kaufungen mit Sorge. Die Ortslage Wolkenburg liegt zu beiden Seiten der Zwickauer Mulde, Dürrengerbisdorf und Neue Heimat westlich des Flusses, die anderen Orte auf der östlichen Seite. Geographisch befindet sich der Ortsteil an der Südwestspitze des Sächsischen Granulitgebirges. Im Wolkenburger Revier ist der Bergbau zwischen dem 14. und 19. Jahrhundert erwähnt. Im Westen grenzt Wolkenburg-Kaufungen an Wolperndorf im Altenburger Land, den östlichsten Ort des Freistaats Thüringen. Durch Wolkenburg verläuft der Lutherweg Sachsen.

### Nachbarorte
|                                      | Obersteinbach, Markersdorf, Thierbach, Zinnberg | Tauscha      |
| Wolperndorf                          | Kompassrose, die auf Nachbargemeinden zeigt     | Niederfrohna |
| Waldenburg, Schlagwitz, Niederwinkel | Langenchursdorf, Bräunsdorf                     |              |

## Geschichte

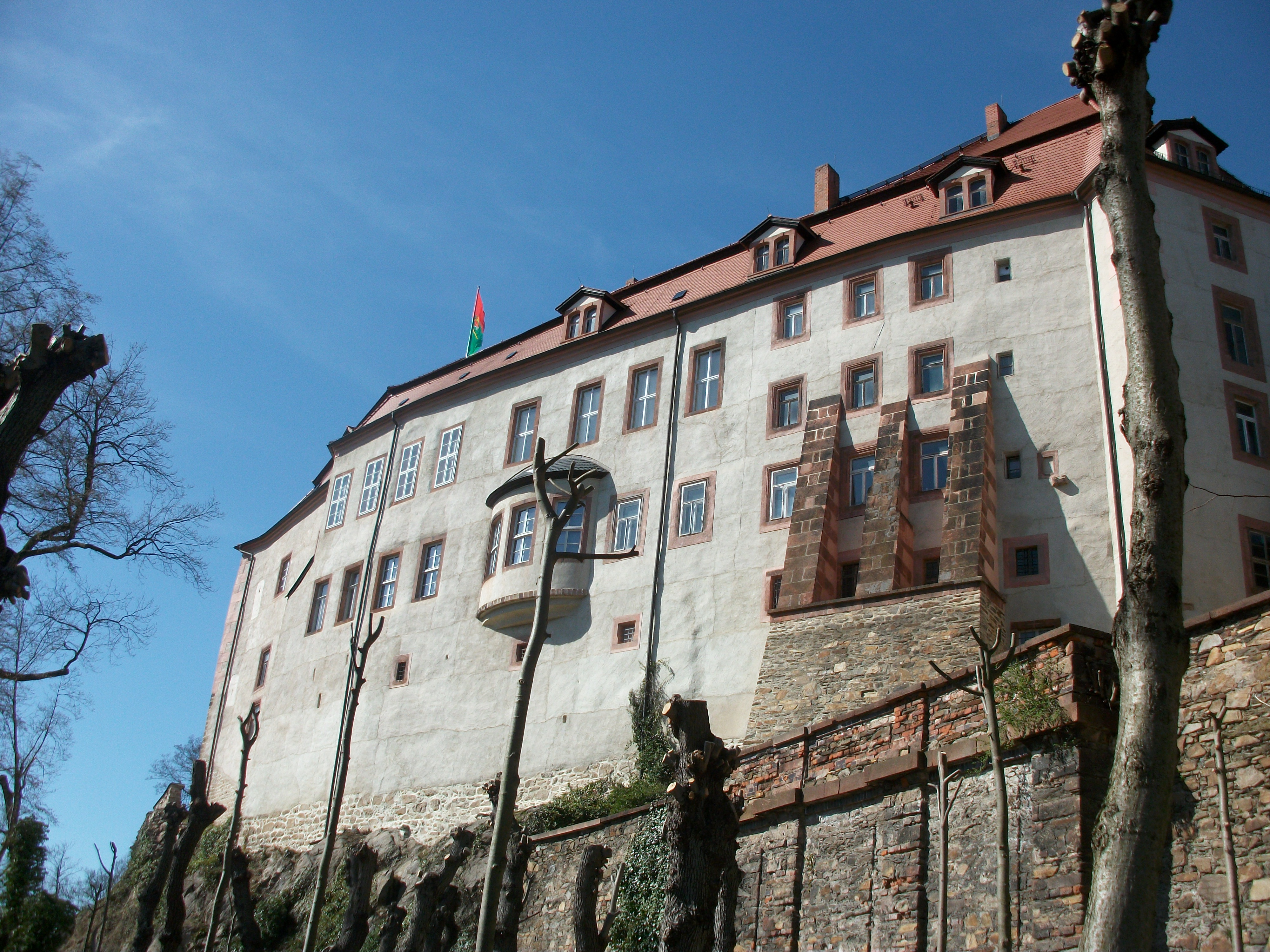
Schloss Wolkenburg, Außenansicht

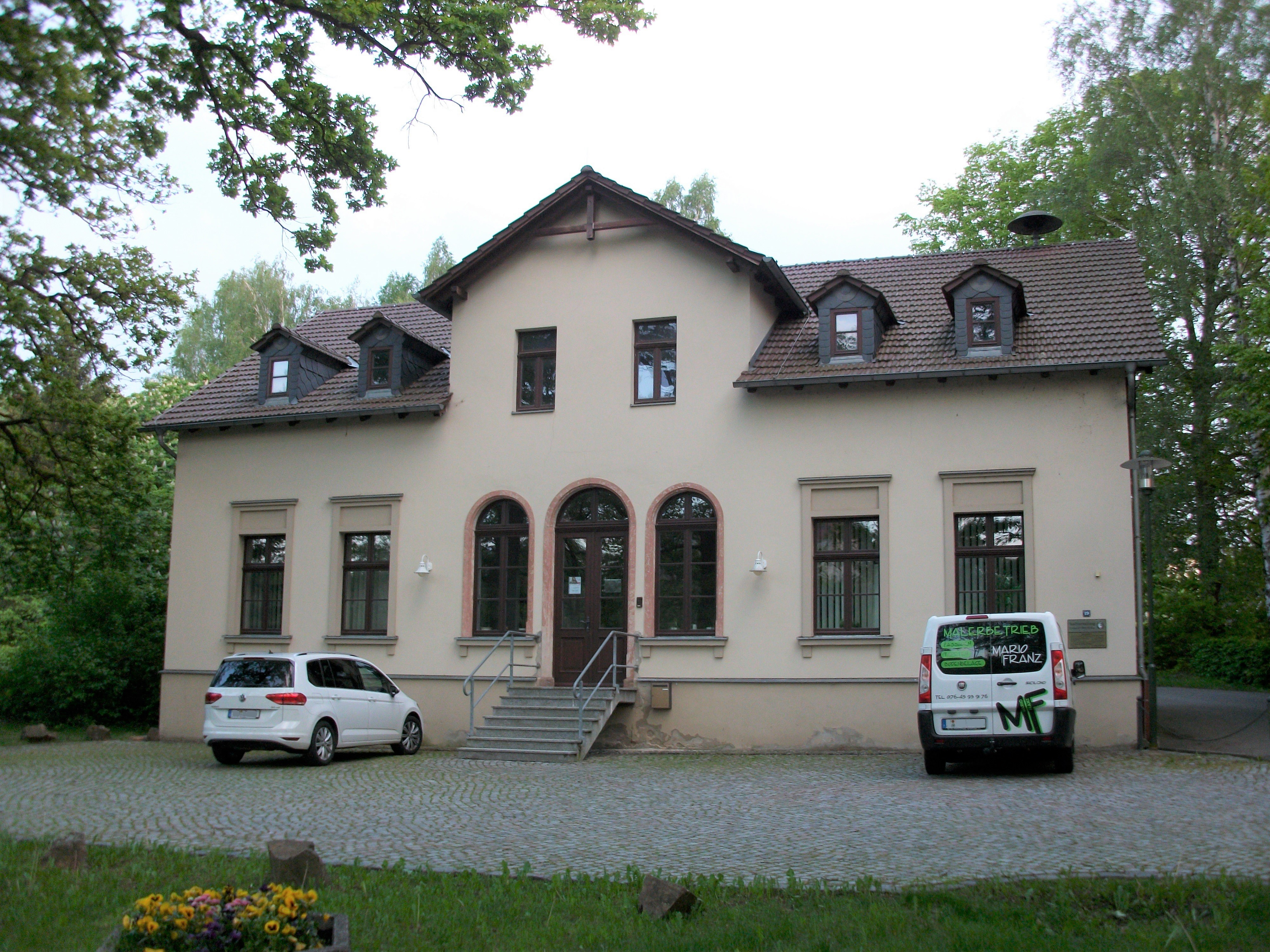
Gemeindeamt Wolkenburg-Kaufungen in Wolkenburg

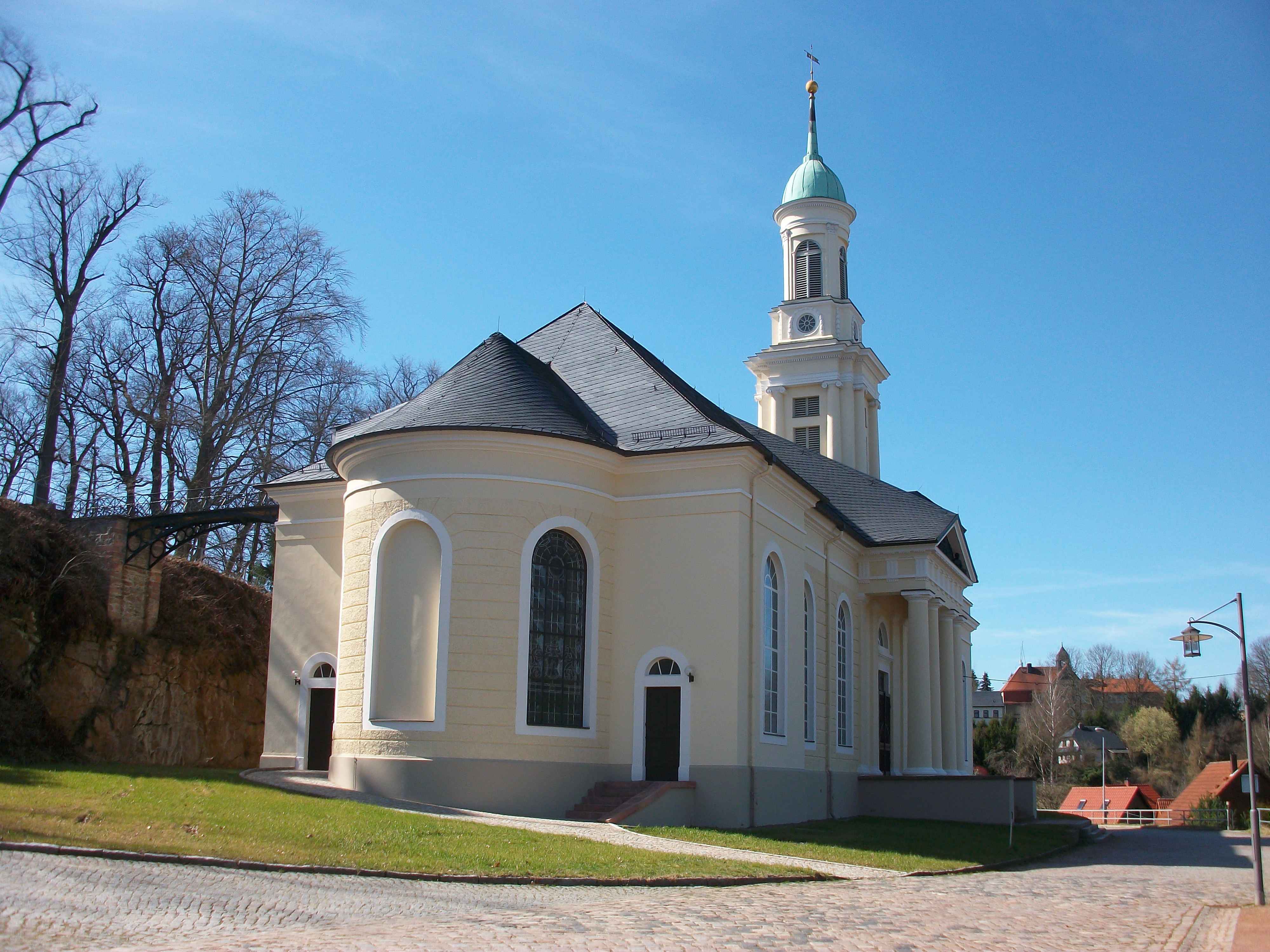
St. Mauritiuskirche Wolkenburg

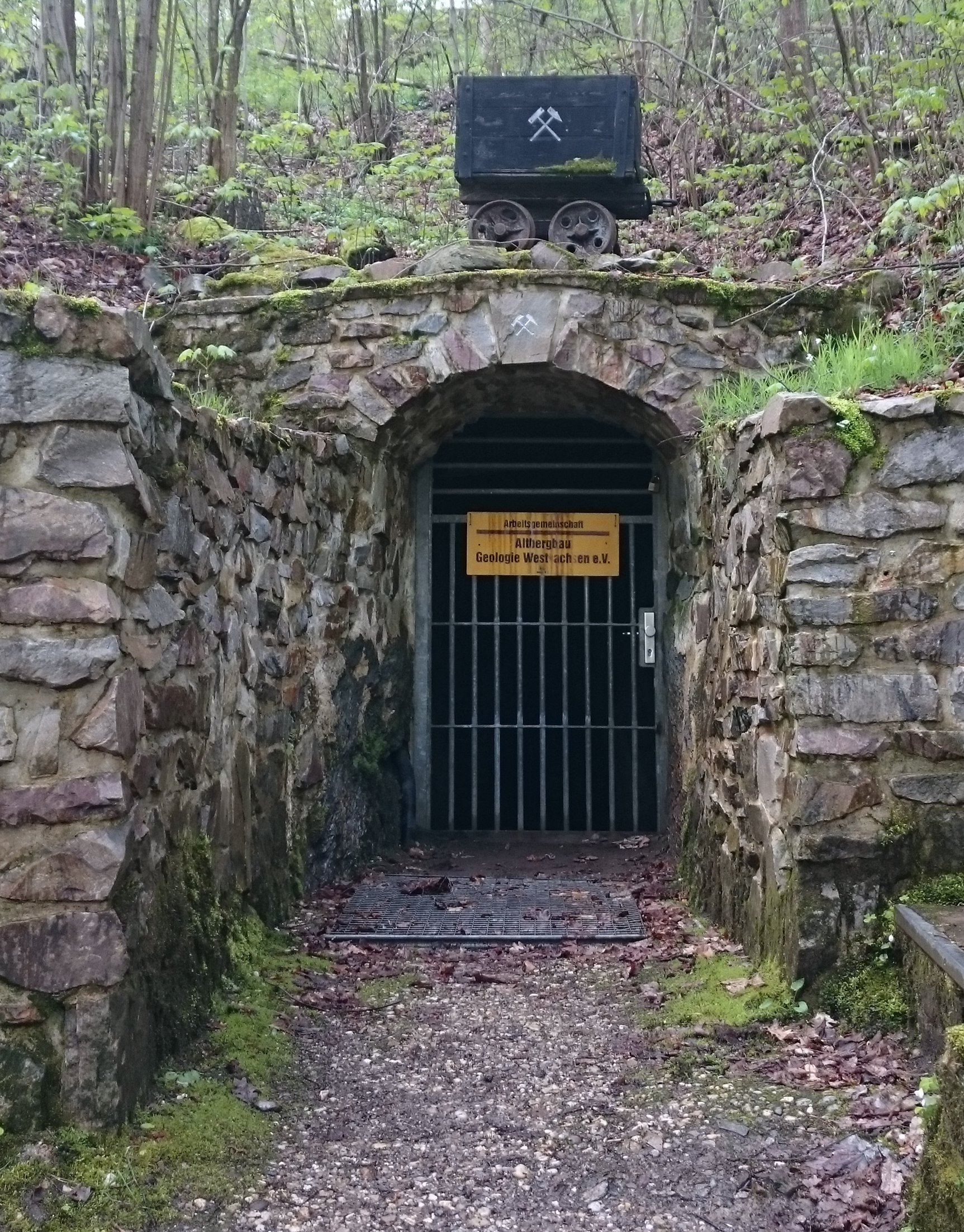
Eingang zum Besucherbergwerk St. Anna in Wolkenburg-Kaufungen

Die für den Ortsteil Wolkenburg-Kaufungen namensgebenden Orte Kaufungen und Wolkenburg wurden zum ersten Mal in den Jahren 1226 bzw. 1241 urkundlich erwähnt. Während in Wolkenburg bereits zu dieser Zeit eine Burganlage bestand, existierte in Kaufungen ein Rittergut. Letzteres war im Besitz der adligen Familie von Kaufungen, die zu den meißnischen Uradelsgeschlechtern zählte und im Jahr 1231 mit Henricus de Khoufungen erstmals urkundlich fassbar wurde. Im 15. Jahrhundert gehörten das Rittergut Kaufungen und das Schloss Wolkenburg zum Besitz von Kunz von Kauffungen, der durch den Altenburger Prinzenraub im Jahr 1455 schicksalhafte Berühmtheit erlangte. Nach seiner Gefangennahme und Enthauptung wurden seine Besitzungen eingezogen. Seitdem gehörte die Herrschaft Wolkenburg den Markgrafen von Meißen aus dem Haus Wettin. Zur Herrschaft Wolkenburg gehörten die heute den Ortsteil Wolkenburg-Kaufungen bildenden Orte Wolkenburg (mit dem Schloss), Kaufungen (mit dem Rittergut), Dürrengerbisdorf (anteilig), Herrnsdorf, Uhlsdorf, Mühlwiese und Sorge. Weiterhin gehörten dazu die Orte Schlagwitz, ein Anteil von Franken (beide heute zu Waldenburg) und die Exklave Jahnshorn (heute zu Niederfrohna). Inmitten der Schönburgischen Herrschaften gelegen, gehörten die Orte der Herrschaft Wolkenburg bis ins 19. Jahrhundert als Exklave zum kursächsischen bzw. königlich-sächsischen Amt Borna.
Der zwischen Herrnsdorf, Uhlsdorf und Niederwinkel gelegene Ullrichsberg (oder Ullersberg) gehört zu den frühesten Bergbauorten im heutigen Freistaat Sachsen. Reste eines Pingenfeldes und einer heute wüsten Ansiedlung von Bergleuten wurden Anfang der 1990er Jahre archäologisch auf das Ende des 13. oder den Anfang des 14. Jahrhunderts datiert. Erstmals urkundlich erwähnt wurde der Bergbau im Wolkenburger Revier im Januar 1351, als sich Markgraf Friedrich III., der Strenge mit den Brüdern Volrad und Busso von Colditz über die Ausübung der Münzrechte in Wolkenburg einigte. Mit Unterbrechungen wurde bis gegen Ende des 18. Jahrhunderts am Ullrichsberg Kupfer, Blei und Silber abgebaut. Durch eine Arbeitsgemeinschaft wurden seit 1980 zwei Stollen (Segen Gottes bei Niederwinkel und St. Anna bei Herrnsdorf) als Besucherbergwerke der Öffentlichkeit wieder zugänglich gemacht.
Die Orte des heutigen Ortsteils Wolkenburg-Kaufungen kamen als Teil der Herrschaft Wolkenburg im Jahr 1851 an das königlich-sächsische Gericht Limbach und im Jahr 1856 zum Gerichtsamt Penig, das im Jahr 1875 in der Amtshauptmannschaft Rochlitz aufging. Die im 18. Jahrhundert begonnene Papier- und Textilindustrie erhielt mit der Eröffnung des Abschnitts Glauchau–Penig der Bahnstrecke Glauchau–Wurzen (Muldentalbahn) im Jahr 1875 neuen Aufschwung. Gegen Ende des Zweiten Weltkrieges existierte von August 1944 bis 13. April 1945 in Wolkenburg ein Frauen-Außenlager des KZ Flossenbürg, in dem etwa 400 Frauen für die Opta-Radio AG Leipzig Zwangsarbeit verrichten mussten. Sieben Frauen erlagen den unmenschlichen Lebensbedingungen. Im April 1945 wurde das Gebiet des heutigen Ortsteils Wolkenburg-Kaufungen kurzzeitig von amerikanischen Truppen besetzt.
Am 1. Juli 1950 wurden Mühlwiese (durch Umgliederung von Kaufungen) und Herrnsdorf nach Uhlsdorf eingemeindet. Durch die zweite Kreisreform in der DDR kamen die Gemeinden Wolkenburg, Kaufungen, Dürrengerbisdorf und Uhlsdorf (mit Herrnsdorf und Mühlwiese) im Jahr 1952 vom Landkreis Rochlitz zum Kreis Glauchau im Bezirk Chemnitz (1953 in Bezirk Karl-Marx-Stadt umbenannt). Am 1. März 1965 erfolgte die Eingemeindung von Uhlsdorf und Dürrengerbisdorf nach Wolkenburg/Mulde.
Die Gemeinden Wolkenburg/Mulde und Kaufungen gehörten ab 1990 zum
sächsischen Landkreis Glauchau, der 1994 im Landkreis Chemnitzer Land bzw. 2008 im Landkreis Zwickau aufging. Sie schlossen sich am 1. Januar 1994 zur Gemeinde Wolkenburg-Kaufungen mit den Ortsteilen Wolkenburg/Mulde, Kaufungen, Herrnsdorf, Uhlsdorf und Dürrengerbisdorf zusammen. Am 1. Januar 2000 wurde die Gemeinde nach einer gescheiterten Verwaltungsgemeinschaft mit Waldenburg in die Stadt Limbach-Oberfrohna eingegliedert.

## Verkehr

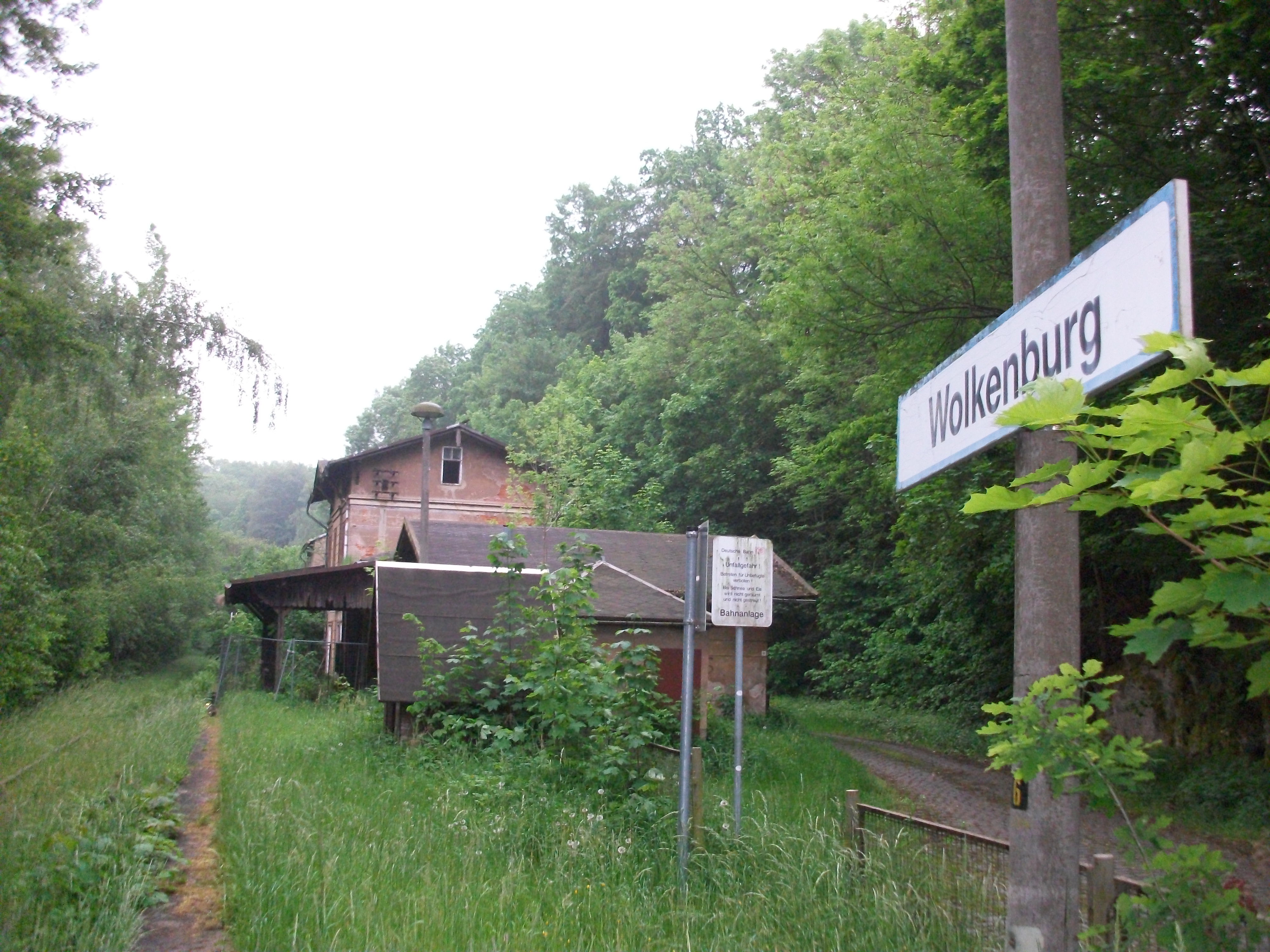
Bahnhof Wolkenburg, Empfangsgebäude (2016)

Die Bundesstraße 175 tangiert den Nordwesten des Ortsteils bei der Ortslage Dürrengerbisdorf. Nordöstlich des Ortsteils verläuft die Bundesautobahn 72, welche über einen Autobahnzubringer zur Anschlussstelle „Niederfrohna“ erreichbar ist. Am Ostufer der Zwickauer Mulde verläuft die im Jahr 2002 stillgelegte Bahnstrecke Glauchau–Wurzen (Muldentalbahn), an der Wolkenburg einen Bahnhof besaß. Durch Wolkenburg-Kaufungen verläuft der Lutherweg Sachsen.

## Sehenswürdigkeiten

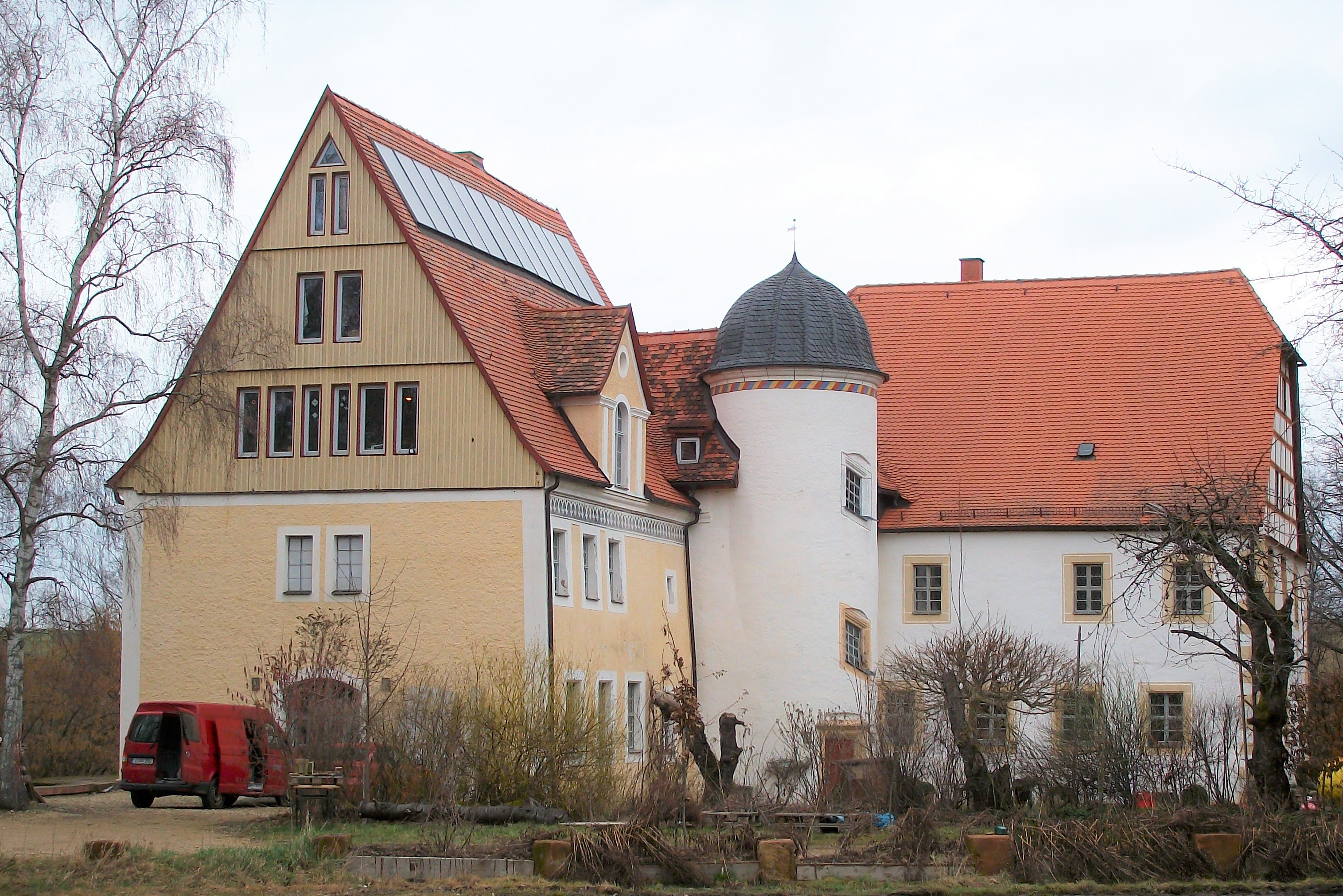
Schloss Kaufungen

- Schloss Wolkenburg mit St. Mauritiuskirche (Neue Kirche) in Wolkenburg/Mulde
- Kirche St. Georgen und St. Moritz (Alte Kirche) in Wolkenburg/Mulde
- St. Galluskirche Kaufungen
- Schloss Kaufungen
- St.-Anna-Fundgrube und Bergamtshaus in Herrnsdorf[11]
- Hängebrücke und Hauboldfelsen[12] in Wolkenburg/Mulde
- Bauernmuseum Dürrengerbisdorf

## Persönlichkeiten
- Kunz von Kauffungen (um 1410–1455), sächsischer Adliger und Initiator des Altenburger Prinzenraubes
- Detlev Carl Graf von Einsiedel (1737–1810), sächsischer Kabinettsminister und Unternehmensgründer
- Detlev Graf von Einsiedel (1773–1861), sächsischer Staatsmann und Eisenhüttenunternehmer
- Fritz von Uhde (1848–1911), sächsischer Kavallerieoffizier und Maler